# Latgalská vysočina

Latgalská vysočina (zeleně) na geomorfologické mapě Běloruska

Latgalská vysočina (bělorusky Латгальскае ўзвышша, rusky Латгальская возвышенность, lotyšsky Latgales augstiene, latgalsky Latgolys augstaine) je vysočina v jihovýchodní části Lotyšska a na severu Běloruska (Věrchňadzvinský rajón) a částečně Ruska, v povodí řeky Daugavy, Dubny, Malty, Rēzekny a Drysy. Nejvyšší bod dosahuje výšky 289 m (hora Lielais Liepukalns).
Vysočina je převážně tvořena slíny a dolomity z období devonu. Na povrchu jsou rozvinuty sypké morénově hlínité usazeniny, sedimenty starověkých jezer a fluvioglaciální sedimenty. Terén je moréně kopcovitý, leží zde kamy, odtoky starověkých údolí a jezerní kotliny. Na území Latgalské vysočiny se rozkládá více než 600 jezer (Asvějské jezero, Rušons, Rāzna, Sivers, Eža, Drīdzis). Povrch je pokryt jehličnatými a smíšenými lesy, ve kterých rostou smrky, borovice, duby, javory a další druhy.
Půvabná jezera s ostrovy, historickými a archeologickými lokalitami na území vysočiny lákají turisty. Kromě toho je Latgalská vysočina jedna z nejdůležitějších lnových oblastí Lotyšska a Běloruska.